# Бињикур (Север)
Бињикур (фр. Bugnicourt) насеље је и општина у североисточној Француској у региону Север-Па де Кале, у департману Север која припада префектури Дуе.
По подацима из 2011. године у општини је живело 941 становника, а густина насељености је износила 149,84 становника/km². Општина се простире на површини од 6,28 km². Налази се на средњој надморској висини од 57 метара (максималној 84 m, а минималној 36 m).

## Демографија
| 1962. | 1968. | 1975. | 1982. | 1990. | 1999. | 2011. |
| ----- | ----- | ----- | ----- | ----- | ----- | ----- |
| 786   | 811   | 765   | 928   | 934   | 870   | 941   |